# Цензура сна
Цензура сна је психоаналитички термин који указује да садржај сна може бити тешко разумљив. Манифестује се у „брисању“ извесних непожељних делова сна, као и у модификацији, тенденциозном преиначавању или ублажавању неприхватљивих садржаја. Према Фројду, питање разумевања психичких сила које унутар личности утичу на цензуру сна, и откривање „шифре“ за њихово разумевање, кључ је који омогућава схватање и тумачење целокупног психичког живота људи.